# Mörk Borg
Mörk Borg est un jeu de rôle sur table inspiré de la musique heavy metal. Il a été créé par les auteurs suédois Pelle Nilsson et Johan Nohr et publié par Free League Publishing en février 2020. Le jeu se distingue par ses thèmes sombres, les morts fréquentes de personnages-joueurs et une playlist de doom metal. Le titre signifie « château sombre » en suédois,.
Mörk Borg a inspiré de nombreux suppléments d'auteurs extérieurs.

## Système de jeu
Mörk Borg utilise comme système de résolution des jets de d20 modifiés par les statistiques des personnages. Les seuils de difficulté des lancers sont généralement définis pour que le joueur ait moins de 50 pourcents de chance de réussite . L'éditeur décrit les règles comme légères.

## Univers
Le jeu se déroule dans le pays fictif de Tveland, dominé par les ruines d'un empire ancien, et organisé autour de sa capitale, Galgenbeck. Une prophétie annonçant la fin des temps se réalise progressivement, et chaque session peut déclencher un événement apocalyptique aléatoire. Une fois la septième prophétie réalisée, la partie se termine, l'univers meurt et disparaît. Les joueurs ayant atteint cette étape sont symboliquement invités a détruire leur copie physique du livre de règles.

## Récompenses
Mörk Borg a remporté quatre ENnie Awards en 2020 : trois ENnies d'or pour produit de l'année, meilleur texte et meilleure présentation, et un ENnie d'argent dans la catégorie du meilleur jeu. En 2021, Mörk Borg Cult: Feretory a remporté l'ENnie d'or du meilleur supplément. En 2022, le générateur de monstres numérique pour Mörk Borg a remporté l'ENnie d'or de la meilleure aide de jeu / accessoire – numérique. La même année, l'outil en ligne DNGNGEN a remporté l'ENnie d'or pour meilleur contenu en ligne et l'ENnie d'argent pour meilleure aide de jeu / accessoire – numérique.